# Carriola ecnomoda
Carriola ecnomoda är en fjärilsart som beskrevs av Swinhoe 1907. Carriola ecnomoda ingår i släktet Carriola och familjen tofsspinnare. Inga underarter finns listade i Catalogue of Life.

## Bildgalleri

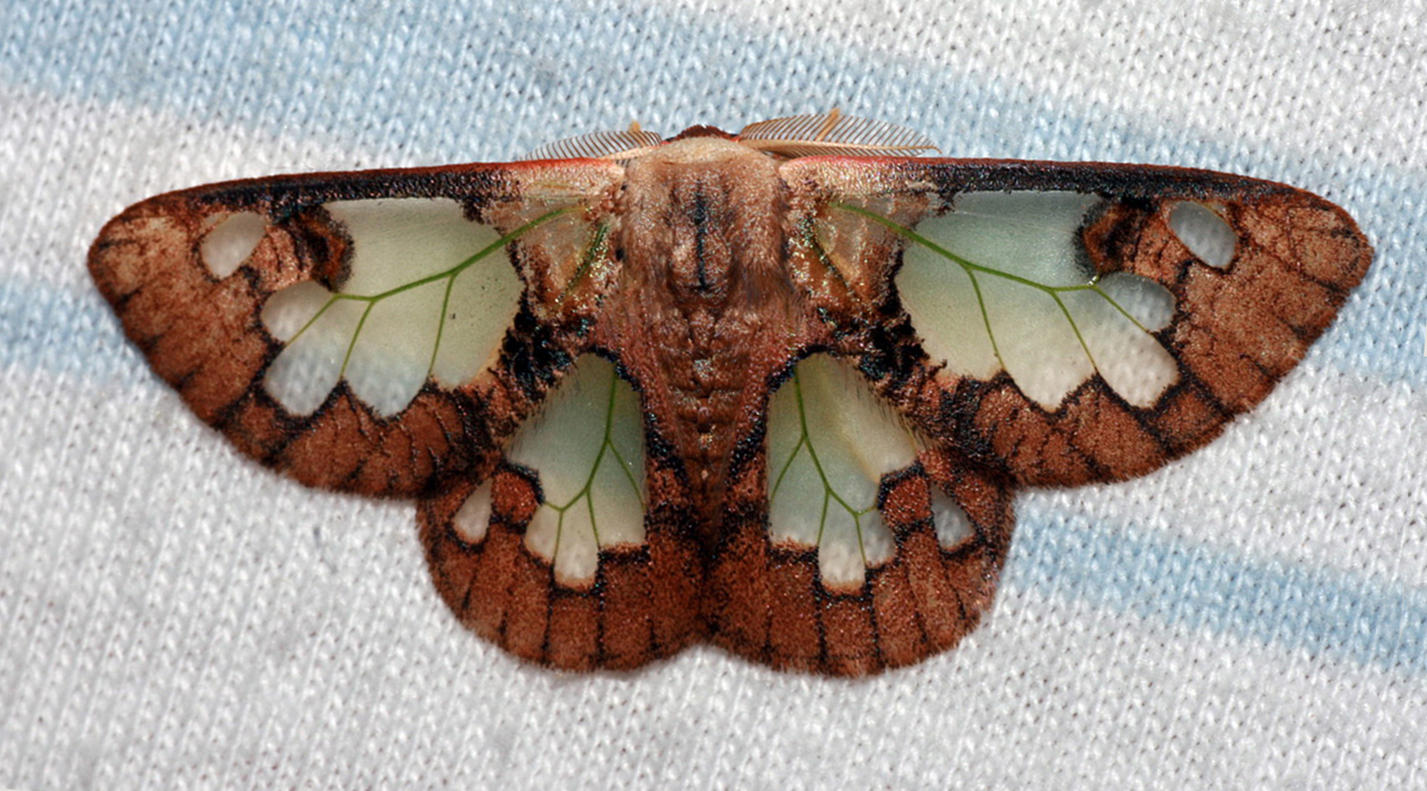